# Godinho
Manuel Augusto Pinho Godinho (sinh ngày 1 tháng 8 năm 1985), hay đơn giản Godinho là một cầu thủ bóng đá người Bồ Đào Nha thi đấu cho Oliveirense ở vị trí tiền vệ.